# École principale prussienne des cadets
L'École principale royale prussienne des cadets de Groß-Lichterfelde près de Berlin est l'institut central des cadets de l'armée prussienne de 1882 à 1920.

## Histoire

### Débuts

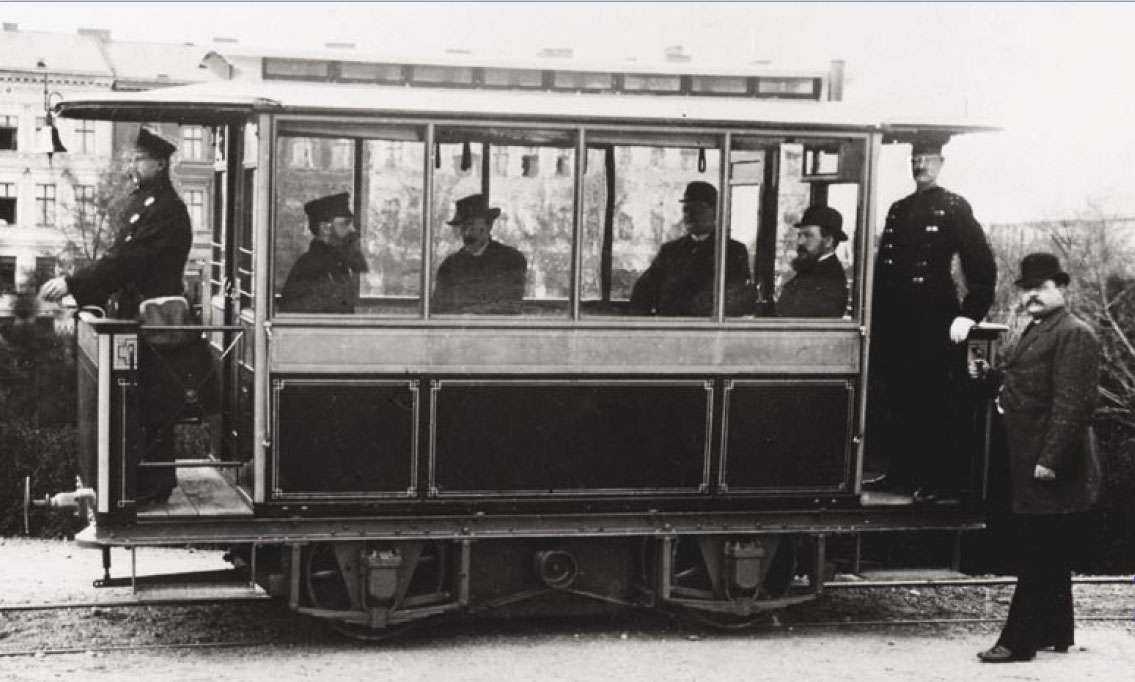
Siemens & Halske construit le premier tramway électrique au monde pour l'école des cadets en 1881

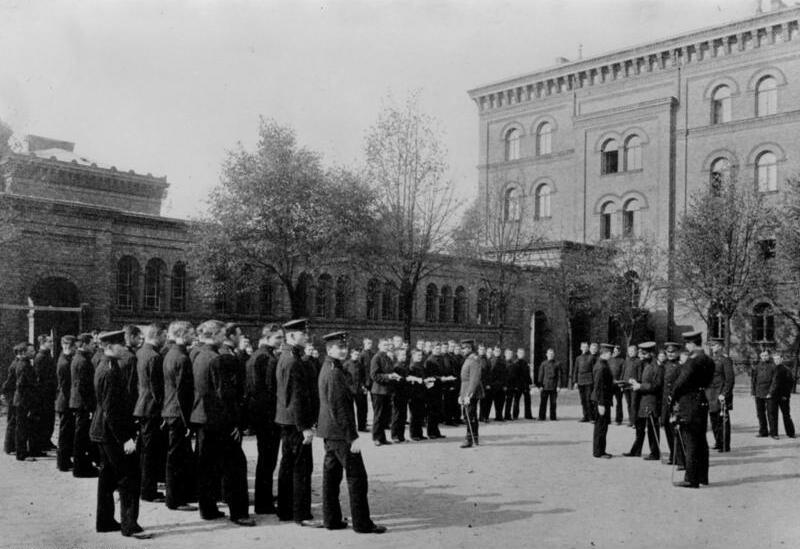
Appel nominal devant le bâtiment, 1900

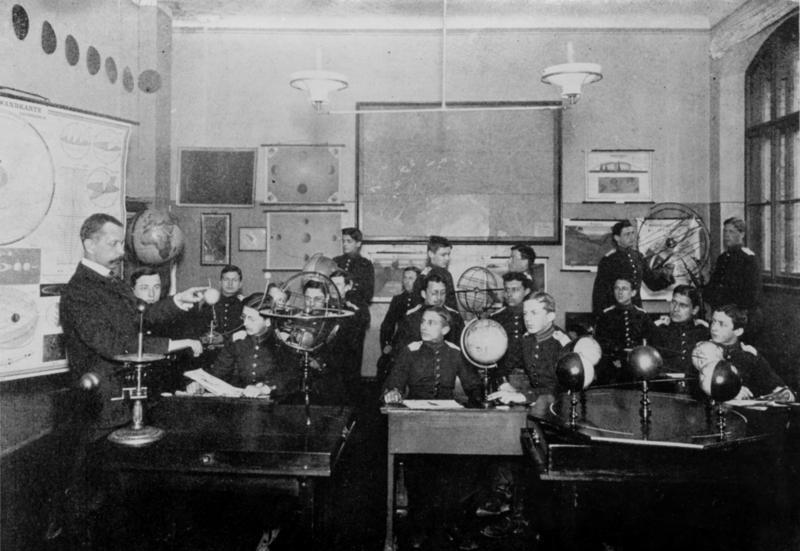
Cours de sciences, 1900

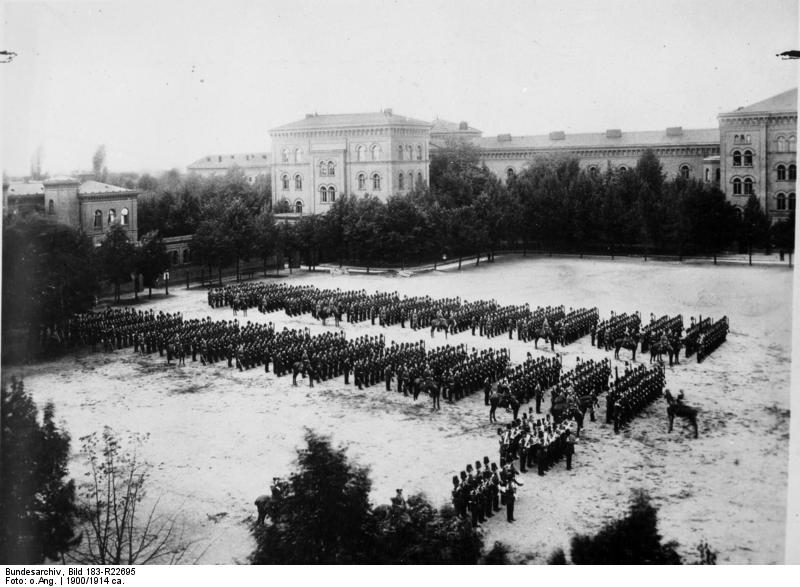
Cadets au grand défilé du matin, entre 1900 et 1914

Avant que le corps de cadets de Berlin ne déménage à Lichterfelde, il est hébergé de 1717 à 1777 dans l'ancienne maison des cadets sur le site de l'ancien Jardin de chasse (de) à Berlin-Mitte (dans le 9e bastion des murs de la ville (de)). L'ancien bâtiment y est démoli en 1777 et remplacé par un nouveau bâtiment de la maison des cadets sur le même site.
En 1866, Johann Anton Wilhelm von Carstenn (de) achète les domaines de Lichterfelde et Giesensdorf (de) pour construire les colonies de villas de Lichterfelde (de)-Ouest et Est près de Berlin. Il morcelle la zone, trace des avenues et des places et stipule que des villas doivent être construites. Afin de favoriser la vente initialement lente, il donne à l'État prussien environ 21 hectares de terrain à Lichterfelde-Ouest pour la construction d'un nouvel établissement de cadets. Carstenn s'appuie sur le gain d'image grâce à la relocalisation de l'institution très respectée à Lichterfelde ainsi que sur la demande accrue de biens de la part des officiers de l'Empire, qui viennent presque exclusivement de familles aristocratiques. Avec le contrat de donation, il s'engage à développer la caserne et à établir une liaison de transport. À cette fin, en 1881, Siemens & Halske ouvre le premier tramway électrique au monde depuis la gare de Lichterfelde sur la ligne Berlin-Halle, initialement uniquement pour le transport de matériaux vers le chantier de construction de l'établissement principal des cadets. En 1890, le tramway de Groß-Lichterfelde (de) devient la station Groß-Lichterfelde B. M. sur la ligne Berlin-Magdebourg.
Le concept de Carstenn connaît un tel succès que le quartier des villas de Lichterfelde est encore façonné aujourd'hui par la classe supérieure conservatrice prussienne qui est à l'origine attirée par l'école des cadets. Il perd lui-même sa fortune considérable en raison des obligations financières liées à la construction de l'école des cadets et meurt dans la pauvreté.

### 1873 à 1920
Le 1er septembre 1873, la première pierre du nouvel établissement principal des cadets fut posée en présence de l'empereur Guillaume Ier dans l'ancienne Zehlendorfer Straße (depuis juin 1933 Finckensteinallee). En 1878, des bâtiments magnifiquement exécutés y sont construits selon les plans de Ferdinand Fleischinger (de) et de Gustav Voigtel (de), qui comprennent, entre autres, des bâtiments d'enseignement et de service, deux églises, dont la "cathédrale des cadets" rapidement connue, la prestigieuse salle des maréchaux, le réfectoire, les écuries, le gymnase, l'hôpital militaire ainsi qu'un grand nombre de logements de fonction. En 1878, l'école des cadets quitta les bâtiments exigus de la ville pour s'installer dans les nouveaux bâtiments de Lichterfelde-West, où elle réside dans l'Empire allemand en tant que principale institution de ce type jusqu'à sa dissolution en 1920.
Dans les années qui ont suivi 1878, l'école de cadets de Lichterfelde devient rapidement le principal centre de formation des forces armées allemandes. Plusieurs générations de futurs officiers de haut niveau dans les armées prussienne et wurtembergeoise, de la Reichswehr et de la Wehrmacht reçoivent leur formation sur le vaste terrain de l'institut des cadets. Le terme "Lichterfelder" devient rapidement synonyme d'entraînement militaire d'élite. De même, l'intérêt des familles d'officiers souvent nobles est grand à s'installer ou à entretenir une maison à proximité de l'établissement des cadets afin de pouvoir montrer une adresse à Lichterfelde et ainsi souligner le lien avec l'établissement des cadets. En conséquence, pour la génération suivante, Lichterfelde devient également l'un des lieux de naissance les plus courants des officiers subalternes aristocratiques. Le contenu des cours à l'institut des cadets correspond à la formation dans un lycée. Cependant, le but est de devenir enseigne. Les élèves ou cadets  qui suivent la classe Selekta entrent dans l'armée de terre ou dans la marine impériale après avoir réussi cette formation avec le grade d'officier de lieutenant.
En raison de l'importance de l'école des cadets de Lichterfeld en tant que centre de formation de l'élite militaire, l'Empire allemand est contraint de supprimer l'établissement après la Première Guerre mondiale conformément au traité de Versailles. Les dernières promotions de cadets encore en formation défilent de Lichterfelde jusqu'à la Schloßplatz et remettent les clés de l'établissement au nouveau gouvernement du Reich lors d'une cérémonie.

### Entre usage militaire et civil

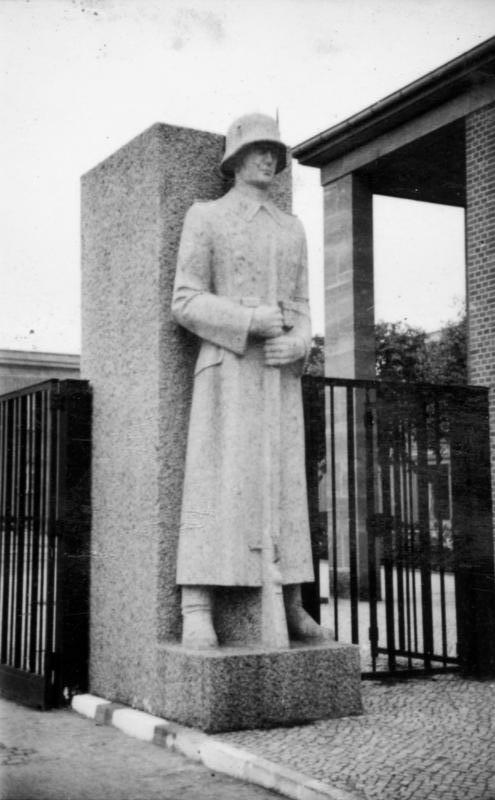
1940 : L'une des deux statues SS Rottenführer à la porte d'entrée. Ceux-ci sont encastrés dans du béton depuis 1945

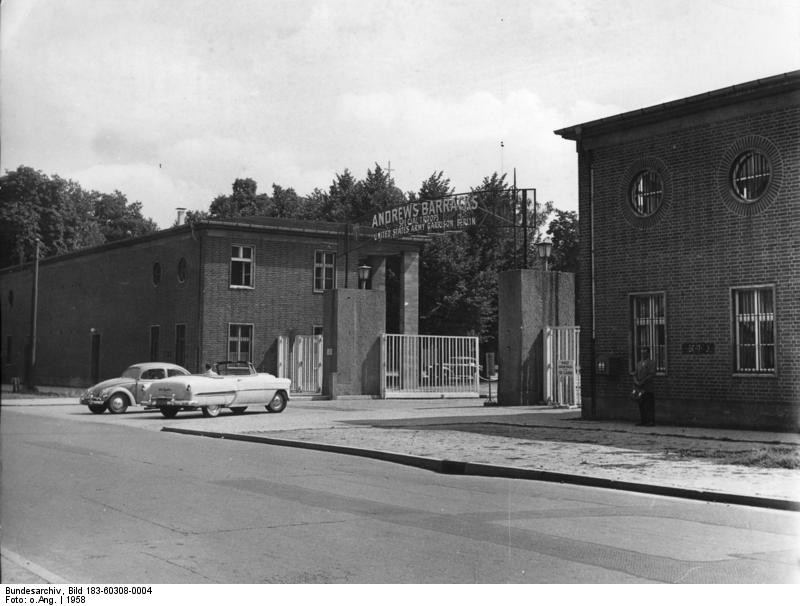
Caserne américaine Andrews Barracks, 1958

Pendant la période qui suit la fermeture de la principale institution des cadets, il est envisagé de localiser ici les archives du Reich, fondées en 1919. La municipalité de Lichterfelde préconise cependant la conversion de l'école des cadets en école civile. Cette demande est acceptée et "20 jours après la fermeture de l'établissement principal des cadets, un décret du gouvernement ordonne sa transformation en un établissement d'enseignement public (Stabila). Le programme d'enseignement en tant que Realgymnasium a été maintenu - les anciens cadets peuvent ainsi poursuivre leur formation jusqu'au baccalauréat"
Avec effet au 14 avril 1920, Fritz Karsen (de) est nommé directeur général de l'établissement d'enseignement public, qui nomme Erwin Marquardt (de) comme inspecteur des anciens élèves. Fritz Karsen doit transformer l'institution autrefois militaire en une institution civile, ce qui s'avère très difficile. Il existe toujours un groupe d'élèves principalement marqué par le conservatisme militaire, qui s'oppose au style d'éducation démocratique de Karsen.
Après seulement trois mois, Fritz Karsen est contraint de démissionner de son poste de directeur. Son successeur par intérim, le directeur des études, le conseiller privé Hartung, "a retrouvé l'auto-administration précédente des élèves dans l'internat".
En 1922, Hans Richert (de) prend la direction du lycée, de l'Oberrealschule et de l'internat. Il suit les idées réformatrices de Karsen, mais doit également accepter une forte baisse du nombre d'étudiants. Richert fait « fermer la grande salle à manger et prendre les repas dans des salles à manger plus petites. En 1929, la Stabila est rebaptisée École Hans-Richert, Institut d'enseignement public de Berlin-Lichterfelde, en l'honneur du directeur de l'école. Elle continue d'exister jusqu'en 1934.

### La remilitarisation entre 1933 et 1945
Peu de temps après l'arrivée au pouvoir des nationaux-socialistes, les bâtiments de l'ancienne école principale des cadets sont à nouveau utilisés à des fins militaires. «En avril 1933, le 'SS-Sonderkommando Berlin', qui a émergé du 'Stabswache Berlin', et le groupe de police d'État Wecke emménagent dans le bâtiment. Le groupe de la police d'État, rebaptisé plus tard Landespolizeigruppe Hermann Göring, et le garde du personnel SA Hermann Göring, incorporée à l'automne 1933, occupent les deux casernes occidentales jusqu'à leur départ en décembre 1934. Le SS-Sonderkommando Berlin s'installe dans la caserne est, d'où voit le jour le 9 novembre 1933, la Leibstandarte SS Adolf Hitler. À partir de 1934, c'est le seul utilisateur de l'ensemble du complexe de bâtiments. En mémoire du principal établissement de cadets et de ses jeunes diplômés, dont beaucoup sont tombés pendant la Première Guerre mondiale, la Sternstraße menant à l'établissement de cadets est rebaptisée Kadettenweg en 1935 et une pierre commémorative au corps de cadets y est érigée. Le changement de nom est également justifié sur le plan idéologique, car Julius Stern est juif.
En juin 1934, lors du prétendu putsch de Röhm, des escouades d'exécution SS, en coopération avec le SD et la Gestapo, abattent de nombreuses personnes, en particulier de la direction de la SA.
De 1937 à 1938, Karl Reichle et Karl Badberger (de) réalisent des transformations et de nouveaux bâtiments pour la nouvelle fonction. Des portails, des bâtiments de ferme et des magasins ainsi qu'une grande piscine intérieure (de) sont construits selon les aspects les plus modernes de l'époque. L'entrée principale est déplacée vers la Finckensteinallee.
Jusqu'en 1945, la cour de l'institut des cadets est le site du lion d'Idstedt (de). Il est à l'origine basé à Flensbourg, au Danemark jusqu'en 1864. Les forces d'occupation alliées le rendent au Danemark en 1945. Il est de retour à Flensbourg depuis 2011.

## De la caserne aux Archives fédérales

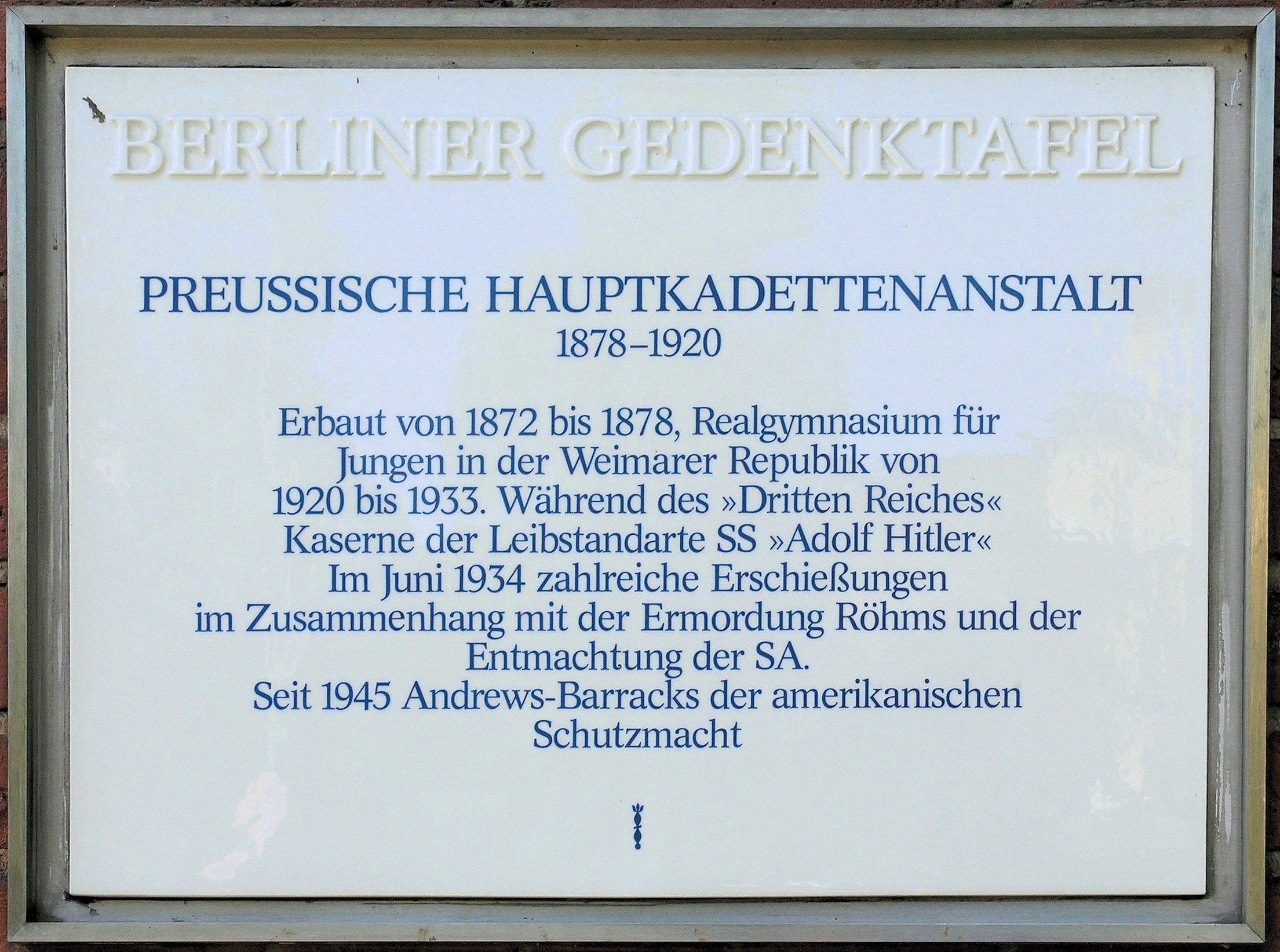
sur la maison de la Finckensteinallee 63-87 à Berlin-Lichterfelde

Les autres bâtiments du XIXe siècle – y compris le mur d'enceinte – sont détruits lors des raids aériens alliés et des combats autour de Berlin ou démolis par la puissance occupante américaine après 1945. La piscine et des parties de la cour d'entrée de la caserne SS sont conservées.
En juillet 1945, l'armée américaine prend le contrôle de la caserne. Les forces américaines de Berlin lui donnent le nom d'Andrews Barracks. La nouvelle caserne de la Leibstandarte SS Adolf Hitler est légèrement endommagée pendant la Seconde Guerre mondiale. En 1953, les Américains construisent une église sur le site ; les parties restantes de la cathédrale historique des cadets du XIXe siècle sont démolies. D'autres nouvelles constructions suivent, sans toutefois respecter les anciennes vues et les plans. De l'ensemble de l'installation, qui est à l'origine très étendue, subsistent l'aile sud-est de la caserne, quelques maisons d'habitation et la maison du commandant à l'ouest.
Depuis le départ des Alliés en 1994, les terrains du principal institut des cadets sont utilisés par les Archives fédérales ; les archives centrales du Reich allemand (Empire allemand, République de Weimar, dictature nazie ) et de la RDA y sont aujourd'hui réunies.
En 2010, un nouveau bâtiment de stockage est mis en service au centre de la propriété, dans lequel les fonds des départements berlinois des archives doivent être centralisés. Au total, le bâtiment offre un espace pour 110 kilomètres linéaires d'archives.
Les extensions sud de la zone des casernes, que les troupes américaines ont utilisées pour les ateliers, les garages, etc. dans l'après-guerre, sont construites avec des maisons individuelles.